# Crystal Palace Football Club (femminile)
Il Crystal Palace Football Club, meglio noto come Crystal Palace o Crystal Palace Women, è una squadra di calcio femminile inglese, sezione dell'omonimo club con sede a Londra. Milita in Women's Super League 2, la serie cadetta del campionato inglese, e disputa le partite casalinghe al Gander Green Lane.

## Storia
Il club è stato istituito nel 1992 come Crystal Palace Ladies Football Club. Dal 2003, il club ha scalato la piramide calcistica dell'Inghilterra, vincendo la South East Combination Women's Football League al termine del campionato 2003-2004. Ha vinto il suo primo trofeo battendo il Chelsea nella finale di Surrey FA County Cup 2011. Il Palace ha poi conquistato l'accesso alla FA Women's Premier League nel 2013-2014. Il club ha vinto il titolo di Division One nel campionato 2015-2016 dopo essere rimasto imbattuto per l'intera stagione; ha vinto anche la Surrey FA County Cup in quella stessa stagione, battendo l'AFC Wimbledon in finale.
Al termine della stagione 2017-18, la squadra venne ammessa in FA Women's Championship, la seconda serie del campionato inglese, dopo il ritiro del Doncaster Rovers Belles dalla competizione. Nel settembre 2018 la squadra riscosse una discreta visibilità mediatica dopo che il quotidiano The Guardian, in un suo articolo, affermò che alle ragazze della squadra riserve del Crystal Palace Ladies era stato chiesto di contribuire con 250 sterline a testa in sponsorizzazioni o personalmente per continuare a giocare. La società rispose, precisando la richiesta fatta, mentre Wilfried Zaha, giocatore della prima squadra maschile, decise di contribuire direttamente a finanziare la squadra femminile. Nel 2019 la squadra femminile è stata protagonista nella prima puntata del programma Harry's Heroes: The Full English, un documentario trasmesso sulla rete televisiva ITV. In quell'occasione persero 1-0 una partita contro una squadra di ex calciatori professionisti.
Il 10 giugno 2019 il club ha annunciato la rimozione del Ladies dalla denominazione ufficiale, passando a usare Women solo per differenziare la squadra da quella maschile, quando necessario. Nella stagione 2023-2024 la squadra concluse il campionato di Women's Championship al primo posto in classifica, venendo promosso per la prima volta in Women's Super League.

## Palmarès
- Campionato inglese di seconda divisione: 1

2023-2024

## Organico

### Rosa 2021-2022
Rosa ruoli e numeri di maglia come da sito ufficiale, aggiornati al 28 settembre 2021
| N. |                        | Ruolo | Calciatrice      |
| -- | ---------------------- | ----- | ---------------- |
| 1  | Inghilterra (bandiera) | P     | Chloe Morgan     |
| 2  | Inghilterra (bandiera) | D     | Annabel Johnson  |
| 3  | Inghilterra (bandiera) | D     | Leanne Cowan     |
| 4  | Scozia (bandiera)      | C     | Leigh Nicol      |
| 5  | Inghilterra (bandiera) | D     | Grace Coombs     |
| 6  | Inghilterra (bandiera) | C     | Aimee Everett    |
| 7  | Inghilterra (bandiera) | C     | Charley Clifford |
| 8  | Inghilterra (bandiera) | A     | Molly Sharpe     |
| 9  | Inghilterra (bandiera) | A     | Millie Farrow    |
| 10 | Inghilterra (bandiera) | A     | Kate Natkiel     |

| N. |                        | Ruolo | Calciatrice       |
| -- | ---------------------- | ----- | ----------------- |
| 11 | Inghilterra (bandiera) | A     | Bianca Baptiste   |
| 12 | Inghilterra (bandiera) | D     | Lizzie Waldie     |
| 13 | Inghilterra (bandiera) | P     | Emily Orman       |
| 14 | Giamaica (bandiera)    | D     | Siobhan Wilson    |
| 15 | Inghilterra (bandiera) | C     | Sophie McClean    |
| 16 | Inghilterra (bandiera) | D     | Gracie Pearse     |
| 18 | Inghilterra (bandiera) | C     | Kirsty Barton     |
| 23 | Inghilterra (bandiera) | C     | Coral-Jade Haines |
| 25 | Inghilterra (bandiera) | C     | Hannah Churchill  |
|    | Inghilterra (bandiera) | P     | Hope Smith        |